# Melhores do Ano de 2011
A 16.ª cerimônia de entrega dos Melhores do Ano, prêmio entregue pela emissora de televisão brasileira TV Globo aos melhores artistas da emissora referentes ao ano de 2011.

## Resumo
| Programa          | Indicações | Prêmios |
| ----------------- | ---------- | ------- |
| Fina Estampa      | 6          | 2       |
| Insensato Coração | 6          | 2       |
| Morde & Assopra   | 4          | 1       |
| Cordel Encantado  | 3          | 1       |
| Jornal Nacional   | 2          | 1       |
| A Vida da Gente   | 1          | 1       |
| Zorra Total       | 1          | 1       |
| O Astro           | 1          | 0       |
| Fantástico        | 1          | 0       |
| Tapas & Beijos    | 1          | 0       |
| Os Caras de Pau   | 1          | 0       |

## Vencedores e indicados
Os vencedores estão em negrito.
| Melhor Ator | Melhor Atriz |
| --- | --- |
| - Gabriel Braga Nunes - (Léo em Insensato Coração) - Bruno Gagliasso - (Timóteo em Cordel Encantado) - Rodrigo Lombardi - (Herculano em O Astro)                | - Lília Cabral - (Griselda em Fina Estampa) - Christiane Torloni - (Tereza Cristina em Fina Estampa) - Glória Pires - (Norma em Insensato Coração)                 |
| Melhor Ator Coadjuvante | Melhor Atriz Coadjuvante |
| - Marcelo Serrado - (Crodoaldo "Crô" Valério em Fina Estampa) - André Gonçalves - (Áureo em Morde & Assopra) - Marcello Novaes - (Quintino em Cordel Encantado) | - Cássia Kis Magro - (Dulce em Morde & Assopra) - Deborah Secco - (Natalie Lamour em Insensato Coração) - Júlia Lemmertz - (Esther em Fina Estampa)                |
| Melhor Ator Revelação | Melhor Atriz Revelação |
| - Domingos Montagner - (Herculano em Cordel Encantado) - Klebber Toledo - (Guilherme em Morde & Assopra) - Paulo Rocha (Guaracy em Fina Estampa)                | - Giovanna Lancellotti - (Cecília em Insensato Coração) - Bruna Linzmeyer - (Leila em Insensato Coração) - Tainá Muller - (Paula em Insensato Coração)             |
| Melhor Ator ou Atriz Mirim | Comédia |
| - Jesuela Moro - (Júlia em A Vida da Gente) - Gabriel Pelícia - (Quinzinho em Fina Estampa) - Klara Castanho - (Tonica em Morde & Assopra)                      | - Rodrigo Sant' Anna e Thalita Carauta - (Zorra Total) - Fernanda Torres e Andrea Beltrão - (Tapas & Beijos) - Leandro Hassum e Marcius Melhem - (Os Caras de Pau) |
| Melhor Cantor | Melhor Cantora |
| - Luan Santana - Michel Teló - Seu Jorge | - Paula Fernandes - Ana Carolina - Ivete Sangalo |
| Melhor Banda ou Dupla | Melhor Revelação Musical |
| - Victor & Léo - Fernando & Sorocaba - Jorge & Mateus | - Léo Magalhães - Bom Gosto - Gaby Amarantos |
| Música do Ano | Melhor Jornalista |
| - "Ai Se Eu Te Pego" - Michel Teló - "Balada" - Gusttavo Lima - "Pra Você" - Paula Fernandes                                                                    | - Fátima Bernardes - (Jornal Nacional) - Patricia Poeta - (Fantástico) - Willian Bonner - (Jornal Nacional)                                                        |

### Prêmios especiais
| Troféu Mário Lago |
| ----------------- |
| - Regina Duarte   |